# Вольфенбюттель (район)
Вольфенбюттель (нем. Wolfenbüttel) — район в Германии. Центр района — город Вольфенбюттель. Район входит в землю Нижняя Саксония. Занимает площадь 722 км². Население — 122,5 тыс. чел. (2010). Плотность населения — 170 человек/км².
Официальный код района — 03 1 58.
Район подразделяется на 37 общин.

## Города и общины
1. Вольфенбюттель (53 516)
2. Кремлинген (12 742)

Управление Ассе
1. Денкте (3066)
2. Ремлинген (1819)
3. Киссенбрюк (1803)
4. Витмар (1233)
5. Земменштедт (658)
6. Хедепер (536)
7. Роклум (462)

Управление Баддеккенштедт
1. Баддеккенштедт (2933)
2. Бургдорф (2321)
3. Эльбе (1707)
4. Хаферла (1574)
5. Хере (1157)
6. Зельде (941)

Управление Одервальд
1. Бёрсум (2176)
2. Флёте (1177)
3. Крамме (955)
4. Дорштадт (689)
5. Ахим (679)
6. Хайнинген (669)
7. Орум (567)

Управление Шладен
1. Шладен (5099)
2. Хорнбург (2538)
3. Гильде (818)
4. Верлабургдорф (747)

Управление Шёппенштедт
1. Шёппенштедт (5420)
2. Ирде (963)
3. Кнайтлинген (857)
4. Фальберг (780)
5. Виннигштедт (779)
6. Далум (746)

Управление Зикте
1. Зикте (5752)
2. Эфессен (1326)
3. Деттум (1222)
4. Фельтхайм (1045)
5. Эркероде (994)

(30 июня 2010)